# オンリーユー (企業)
有限会社オンリーユー（英文社名：Only You Co., Ltd. ) は、東京都調布市に本社を置く制作プロダクション及び芸能プロダクション。日本芸能マネージメント事業者協会会員。
番組制作会社の株式会社オンエアから放送作家やリサーチャーらが独立する形で、1990年に設立。代表者は放送作家の長安季子（旧姓：釜澤安季子、日本脚本家連盟会員）。放送作家・リサーチャー集団から始まり、タレントが所属する芸能事務所としても業務拡大した。またテレビ番組だけなく、ラジオ番組、映画、舞台、出版、イベントなど、幅広い分野で制作を行う。

## 所属者

### 制作部
- 長安季子 - 代表取締役、放送作家、構成作家。日本脚本家連盟会員[1][2][5]。
- 鷲頭祥伍（わしず しょうご） - 取締役、映像作家、プロデューサー[6]
- 守谷武己（もりや たけし）- 構成作家[7]
- 印東由紀子（いんどう ゆきこ） - 脚本家、日本シナリオ作家協会会員[8]
- 小林偉（こばやし つよし） - 日本大学芸術学部教授・構成作家[9]
- 角田さち代 - リサーチャー[9]
- 杉山浩子 - リサーチャー[9]

### タレント
- 渡辺裕太[10]
- 岩城滉太[11]
- 板野成美[12]
- 中島愛蘭[13]
- 日出郎[14]
- G.G.佐藤[15]
- とよだ恭兵（とよだ きょうへい） - 男優[16]
- 藤田真澄（ふじた ますみ） - 男優、インフルエンサー[17]
- 日刈なみ（ひかり なみ） - モデル、女優[18]